# Ankama Music
Ankama Music est un label discographique français, actif entre 2009 et 2015. Pendant son existence, il appartient au groupe Ankama et abrite d'autres labels indépendants, comme HipHipHip et Bishi Bishi.

## Histoire
Pensé en juin 2009, Ankama Music est fondé la même année, avec le label HipHipHip,. Bishi Bishi, orienté musiques asiatiques, est créé en automne 2010. Ankama Music est dirigé par Guillaume Houzé,.
Les deux premiers albums de Bishi Bishi, Family Genesis de YMCK et Zoltank d'Aural Vampire sortent le 8 novembre 2010 en digipack et digital et la distribution est prise en charge par Anticraft-MVS Distribution pour la France et par Rough Trade pour l'Allemagne. Par la suite, le label signe pour la distribution de disques et l'organisation de concerts en Europe avec Yui Horie, Sayaconsept, 8otto, LazyGunsBrisky, Story Seller, Momoiro Clover Z, Morning Musume, The Micro Head 4N's, Maximum the hormone et Trill - Dan. Il est racheté par Crosslight Global Entertainment en 2014, une société cocréée par Xavier Norindr, cofondateur et directeur du label.
De 2010 à 2012, Music publie avec Ankama Éditions une série de cinq livres sur la bande originale du jeu vidéo Dofus,. Faute de succès, le groupe est dissous le 7 janvier 2015, six ans après sa création.

## Discographie
Sauf indication contraire ou complémentaire, les informations mentionnées dans cette section proviennent de Discogs.

### HipHipHip
Sauf indication contraire ou complémentaire, les informations mentionnées dans cette section proviennent de Discogs, CD1D et HipHipHip.
- 2009 : Of our delirious former loving hours, Minaars
- 2009 : We've tried nothing and were all out of ideas, Pharaohs
- 2009 : Charaters, The Patriotic Sunday
- 2009 : Patrolling the heights, Marvins Revolt
- 2010 : Champions, Blackfish
- 2010 : Roads, General Lee
- 2010 : ん, Him
- 2011 : Born from a sore, Botibol
- 2011 : Photosynthesis, Pharaohs
- 2011 : Désarroi esthétique, Heliport
- 2011 : Secret sounds , Screaming Maldini
- 2011 : Vs Everything, Johnny Foreigner (en)
- 2011 : Signs of fervent devotion, Rumble in Rhodos (no)
- 2012 : The Wild Cruises, Botibol
- 2012 : Mermonte, Mermonte
- 2012 : Screaming Maldini, Screaming Maldini
- 2013 : Fanny Giroud, Mermonte (single)
- 2013 : Management, Delta Sleep
- 2013 : Colors, Sport
- 2013 : Summer, Somewhere, Screaming Maldini (single)
- 2013 : Camera Lucida, Gunning for Tamar (EP)

### Bishi Bishi
Sauf indication contraire ou complémentaire, les informations mentionnées dans cette section proviennent de Discogs.
Bishi Bishi comprend des groupes et artistes du domaine electropop et 8-Bit.
- 2010 : Family Genesis, YMCK
- 2010 : Zoltank, Aural Vampire
- 2011 : Revived, Trill - Dan
- 2011 : Samurai Japan, Toshi* (EP)
- 2011 : Haru No Negai / Hoshizora No Neptune, Toshi* (single)
- 2012 : Hangyaku Seimei, Trill - Dan
- 2012 : Dive Youth, Sonik Dive, Inoran

### Sans labels
- 2009 : L'Âme des Douze, Guillaume Pladys (bande originale de Dofus)
- 2010 : L'Âme des Douze : Origines, Guillaume Pladys (bande originale de Dofus 2.0, tome 0)
- 2010 : Lux Æterna, Guillaume Pladys (tome 1)
- 2011 : The Midnight Sons, Bukowiski
- 2011 : Ignem Inferni, Guillaume Pladys (tome 2)
- 2011 : Deus Iral, Guillaume Pladys (tome 3)
- 2012 : A beginning from the end, The Micro Head 4N's[17]
- 2012 : Requiem Sempiternam, Guillaume Pladys (tome 4, annulé)
- 2013 : Fanny Giroud, Mermonte
- 2013 : Les InRocKs Lab Volume 1

### Autres
Trois autres albums ont été publiés par Ankama, sans passer par le groupe Ankama Music.
- 2007 : Dofus OST, Guillaume Pladys (bande originale de Dofus)
- 2011 : Islands of Wakfu OST, Guillaume Pervieux (bande originale de Islands of Wakfu, Ankama Play, EP)
- 2012 : Fly'n OST, Guillaume Pervieux (bande originale de Fly'n, EP)
- 2016 : Dofus, livre 1 : Julith - La Bande originale, Guillaume Houzé (bande originale de Dofus, livre 1 : Julith d'Anthony Roux et Jean-Jacques Denis)
- 2018 : Mutafukaz, Guillaume Houzé et The Toxic Avenger (bande originale de Mutafukaz de Guillaume « Run » Renard et Shōjirō Nishimi)